# 相模原體育會
相模原體育會（SC Sagamihara），常稱為SC相模原，是一支日本職業足球會，位於相模原。2011年，加入關東乙組聯賽之後連升三級，2012年贏得地區聯賽冠軍後升班至日足聯，2014年再升班至新成立的日丙。他們的首個日丙球季中規中矩，12隊中排在第6名。2020年，他們在日丙取得佳績，34戰中勝出16場，取得61分，位列亞軍，成功於來季首度升班至日乙作賽。

## 外部連結
- （日語） 相模原體育會官方網站 （页面存档备份，存于）